# Mirador TV
Pour les articles homonymes, voir Mirador.
Mirador TV est une chaîne de télévision généraliste congolaise diffusée depuis Kinshasa.

## Histoire de la chaîne
La chaîne est née en 2006, au moment de l'explosion des chaînes de télévision à Kinshasa liée aux élections présidentielles de 2006. 
Elle a été suspendue par la Haute autorité des médias du jeudi 9 novembre au 1er décembre 2006 pour non-présentation de sa grille de programme.

## Organisation

### Capital
La chaîne appartient à Michel Ladi Luya, l'éditeur en chef du journal Le Palmarès, ex-député et à nouveau candidat aux élections de 2006.